# Тірол
Тірол (рум. Tirol) — село у повіті Караш-Северін в Румунії. Входить до складу комуни Доклін.
Село розташоване на відстані 368 км на захід від Бухареста, 23 км на захід від Решиці, 55 км на південний схід від Тімішоари.

## Населення
За даними перепису населення 2002 року у селі проживали 642 особи.
Національний склад населення села:
| Національність | Кількість осіб | Відсоток |
| -------------- | -------------- | -------- |
| румуни         | 435            | 67,8%    |
| німці          | 116            | 18,1%    |
| хорвати        | 59             | 9,2%     |
| угорці         | 17             | 2,6%     |
| цигани         | 8              | 1,2%     |
| українці       | 5              | 0,8%     |

Рідною мовою назвали:
| Мова       | Кількість осіб | Відсоток |
| ---------- | -------------- | -------- |
| румунська  | 454            | 70,7%    |
| німецька   | 110            | 17,1%    |
| хорватська | 48             | 7,5%     |
| угорська   | 16             | 2,5%     |
| циганська  | 8              | 1,2%     |